# Fascistische Grote Raad

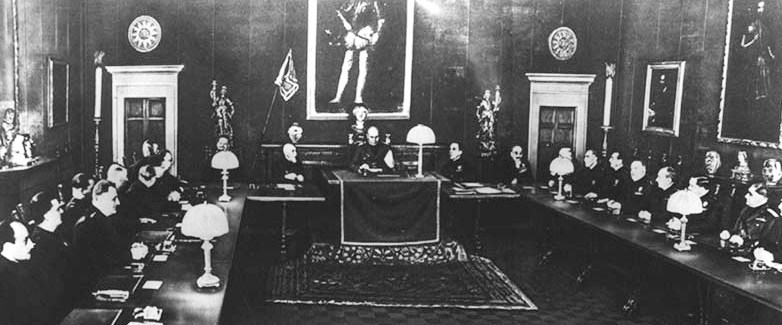
bijeenkomst van de Fascistische Grote Raad in 1936

De Fascistische Grote Raad (Italiaans: Gran Consiglio del Fascismo) was een op 12 januari 1923 door de fascistische regering van Benito Mussolini geïnstalleerde opperste bestuursraad van de Partito Nazionale Fascista (PNF). De Fascistische Grote Raad was bedoeld als tegenwicht voor de vele naar autonomie strevende partij-afdelingen. De leden van de Fascistische Grote Raad waren verdeeld in twee groepen: de leden die zitting hadden voor het leven (het zogenaamde 'viermanschap') en diegenen die op grond van een partij- of staatsfunctie voor de duur van hun ambtstermijn zitting hadden.
Mussolini (lid voor het leven) was voorzitter van de Fascistische Grote Raad. De beslissingen die er tijdens een vergadering werden genomen waren slechts adviserend, niet bindend. Mussolini had het recht de leden van de raad te ontslaan en te vervangen.

## 24 juli 1943
Begin juli 1943 verkeerde Italië in crisis. De geallieerden rukten op naar Sicilië om het te bezetten. Een aantal leden in de fascistische regering (onder meer graaf Dino Grandi, graaf Galeazzo Ciano, Luigi Federzoni, Giuseppe Bottai enz.) beseften dat Italië op den duur het onderspit zou delven. In hun ogen was er nog slechts één oplossing: Italië uit de oorlog weghalen. Graaf Ciano, de schoonzoon van Mussolini probeerde zijn schoonvader tevergeefs te overtuigen om hem te bewegen met Duitsland te breken en vrede te sluiten met de geallieerden. Andere "gematigde" fascistische regeringsleden en militairen probeerden (tevergeefs) hetzelfde. Toen dit op niets uitliep kwam Graaf Grandi met het plan om de Fascistische Grote Raad bijeen te laten komen om een motie tegen de duce in te dienen om hem te bewegen het opperbevel aan de koning (Victor Emanuel III) terug te geven en een deel van zijn dictatoriale macht over te hevelen naar de fascistische regering. Via de fascistische partijsecretaris Carlo Scorza werd Mussolini op de hoogte gesteld van Grandi's plannen om de Fascistische Grote Raad bijeen te laten komen.
De duce stemde in met een bijeenkomst, en op 24 juli 1943 kwam de Raad bijeen. Het waren de graven Ciano en Grandi die fel van leer trokken tegen Mussolini en diens oorlog. Grandi wist uiteindelijk tijdens de pauze voldoende handtekeningen te verzamelen onder de leden van de Raad om een motie in te dienen. Deze zogenaamde "motie van Grandi" werd met 19 stemmen vóór, 8 stemmen tegen, één onthouding en één verwerping van de motie (Roberto Farinacci), aangenomen. Mussolini beschouwde de motie als een advies (Grandi beschouwde de motie zelf ook als een advies) en legde hem naast zich neer.
In de vooravond van 25 juli 1943 bracht Mussolini zijn gebruikelijke wekelijkse bezoek aan koning Victor Emanuel III, die hem echter "om veiligheidsredenen" liet arresteren. De koning stelde daarop maarschalk Pietro Badoglio aan als premier, zonder daar andere fascisten bij te betrekken. Op deze manier kwam er een einde aan de fascistische regering van Mussolini over heel Italië. (Later zou de duce worden bevrijd door de Duitsers en president worden van een door de Duitsers gestichte marionettenrepubliek in Noord-Italië, zonder dat hij evenwel enige invloed kon uitoefenen.)
Na de val van het fascisme kwam er ook een einde aan de Fascistische Grote Raad.

## Lijst van leden van de Fascistische Grote Raad tijdens de zitting van 24 juli 1943
De personen met een (*) achter hun naam hebben vóór de motie van Grandi gestemd. NB.: Roberto Farinacci diende zelf een motie in, die er op gericht was om nog nauwer samen te werken met de Duitsers. Giacomo Suardo onthield zich van de stemming.
- Dino Grandi (*)
- Giuseppe Bottai (*)
- Luigi Federzoni (*)
- Galeazzo Ciano (*)
- Cesare Maria de Vecchi (*)
- Alfredo de Marsico (*)
- Umberto Albini (*)
- Giacomo Acerbo (*)
- Dino Alfieri (*)
- Giovanni Marinelli (*)
- Carluccio Pareschi (*)
- Emilio de Bono (*)
- Edmondo Rossoni (*)
- Giuseppe Bastianini (*)
- Annio Bignardi (*)
- Alberto de Stefani (*)
- Luciano Gottardi (*)
- Giovanni Balella (*)
- Tullio Cianetti (*) - trok zijn stem de volgende dag weer in
- Carlo Scorza
- Guido Buffarini-Guidi
- Enzo Galbiati
- Carlo Biggini
- Gaetano Polverelli
- Antonio Tringali-Casanuovo
- Ettore Frattari
- Giacomo Suardo
- Roberto Farinacci

Tijdens een fascistisch showproces werden Galeazzo Ciano, Carluccio Parechi, Emilio de Bono en Luciano Gottardi en Tullio Cianetti - die door Mussolini's fascisten en de Duitsers waren gearresteerd - ter dood veroordeeld en als "verraders" geëxecuteerd.